# 吉洞站
吉洞站（：／ Gildong yeok */?）是首都圈電鐵5號線沿線的一座地下車站，位於韓國首爾特別市江東區吉洞。

## 車站結構
站體為2面2線側式月台的地下車站，候車月台設有月台幕門，並有3處出口。
本站與遁村洞站間設有連結軌供列車迴車之用。

### 月台配置
| 江東 ↑ |
| \| 上  |
| ↓ 曲橋 |

| 月台 | 路線             | 目的地                                   |
| ---- | ---------------- | ---------------------------------------- |
| 上行 | ●首都圈電鐵5號線 | 江東、君子、永登浦區廳、傍花方向         |
| 下行 | ●首都圈電鐵5號線 | 曲橋、明逸、高德、上一洞、河南黔丹山方向 |

## 歷史
- 1995年11月15日：落成啟用。

## 車站周邊
- 江東稅務署
- 江東圖書館（朝鲜语：강동도서관）
- 首爾江東郵局
- 國民健康保險公團（朝鲜语：국민건강보험공단）江東支社
- 首爾天東初等學校
- 吉洞派出所
- 吉洞福笊籬傳統市場

## 圖片

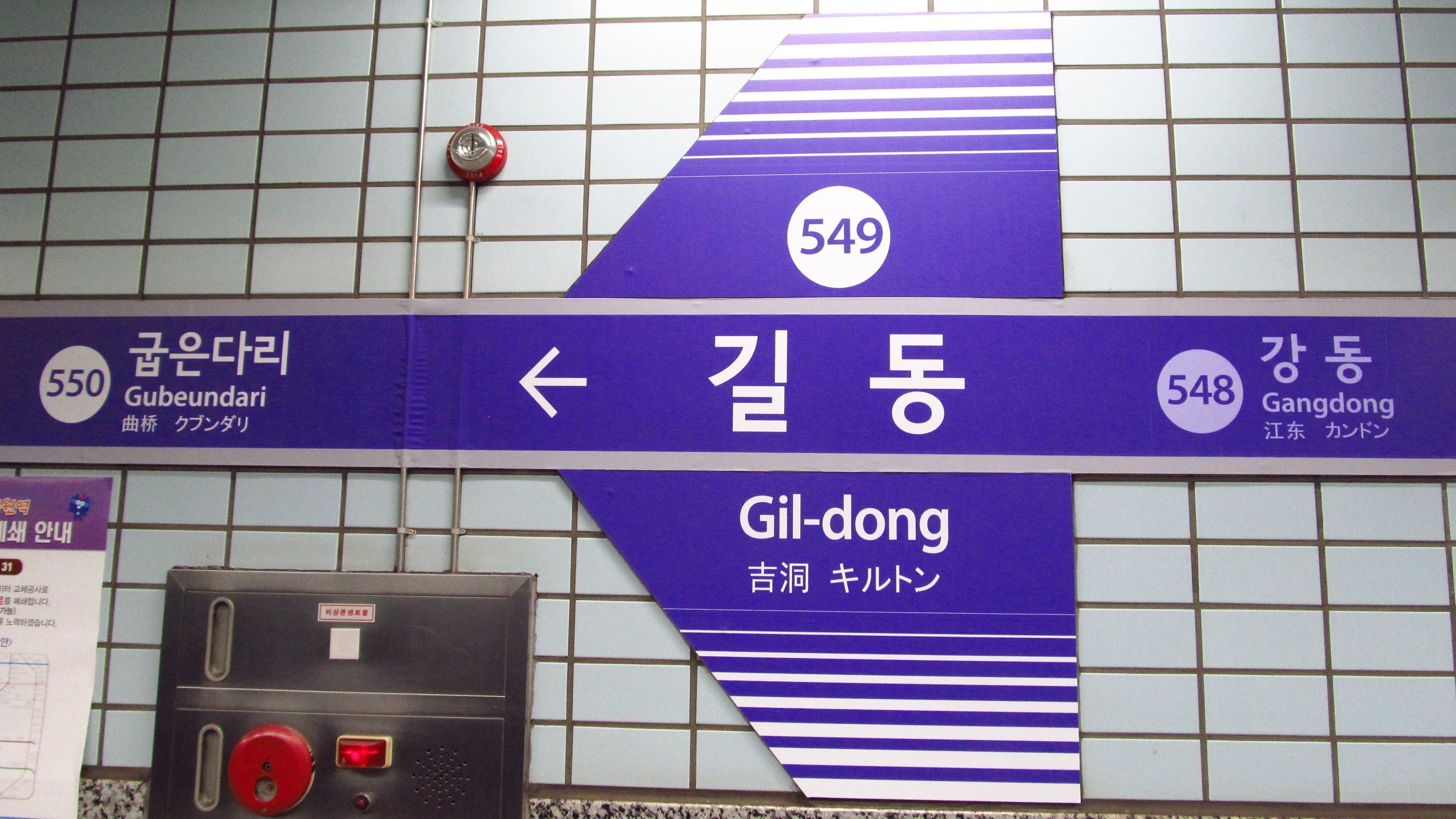
站名牌
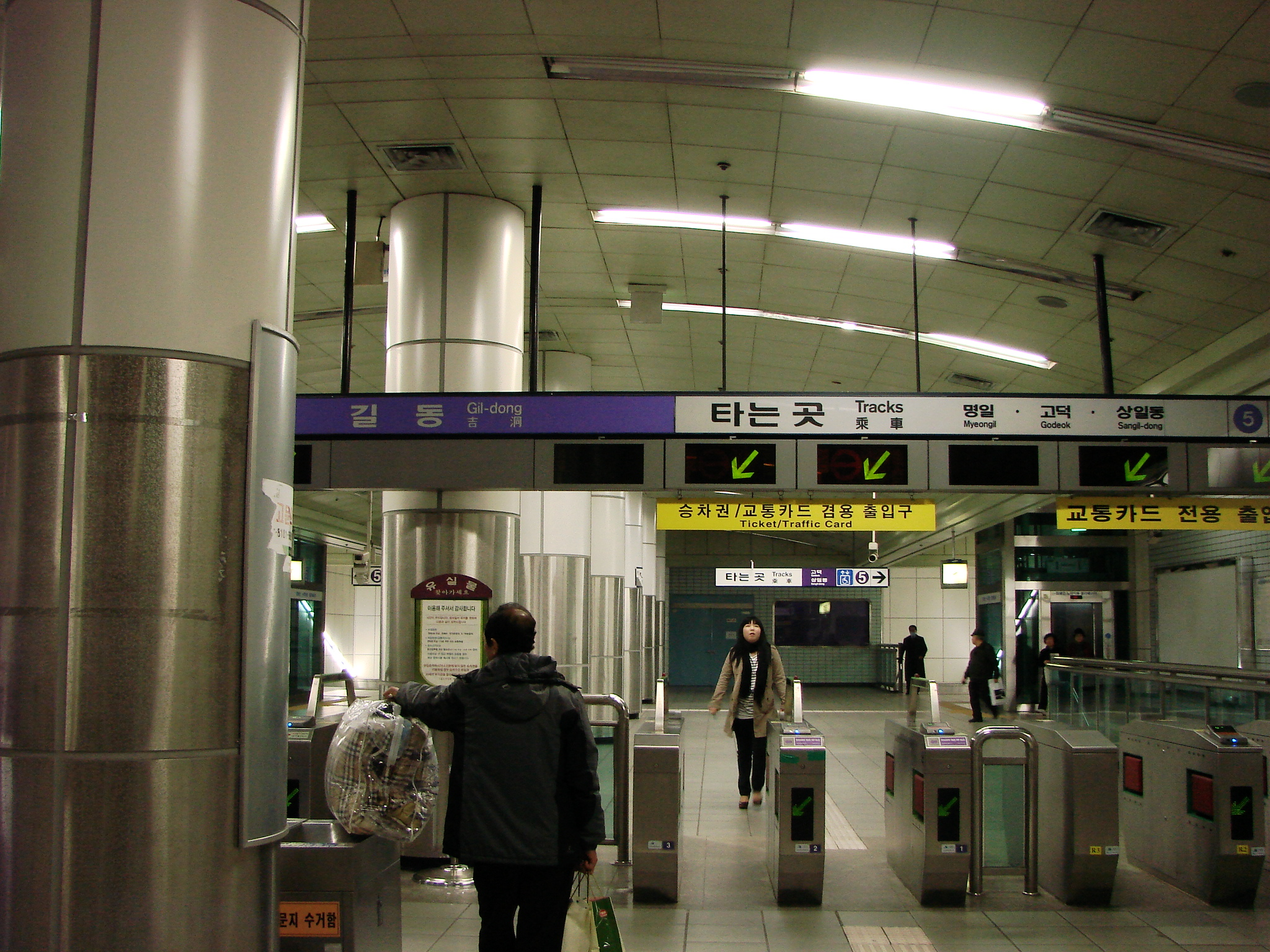
剪票閘口
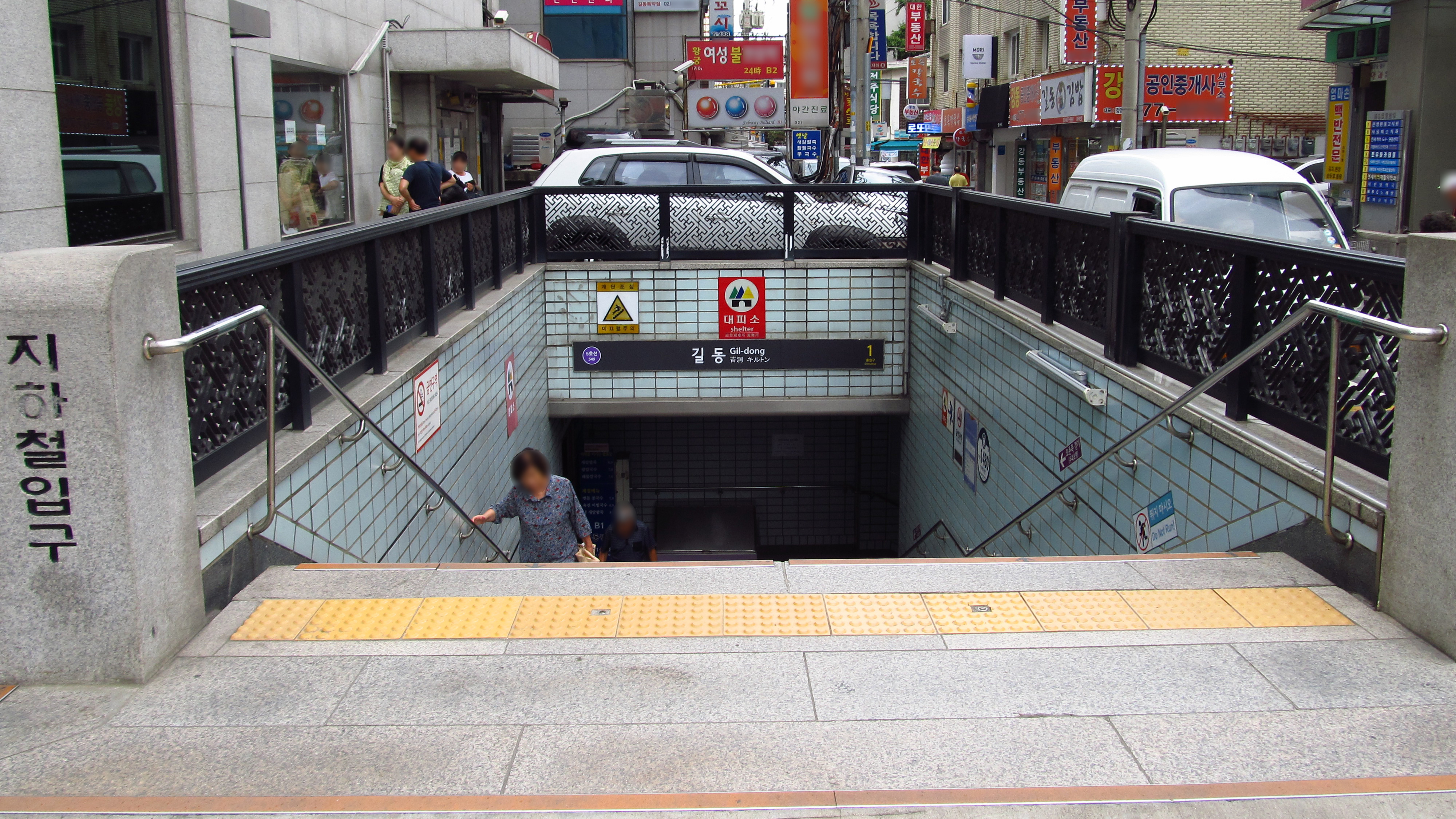
1號出口
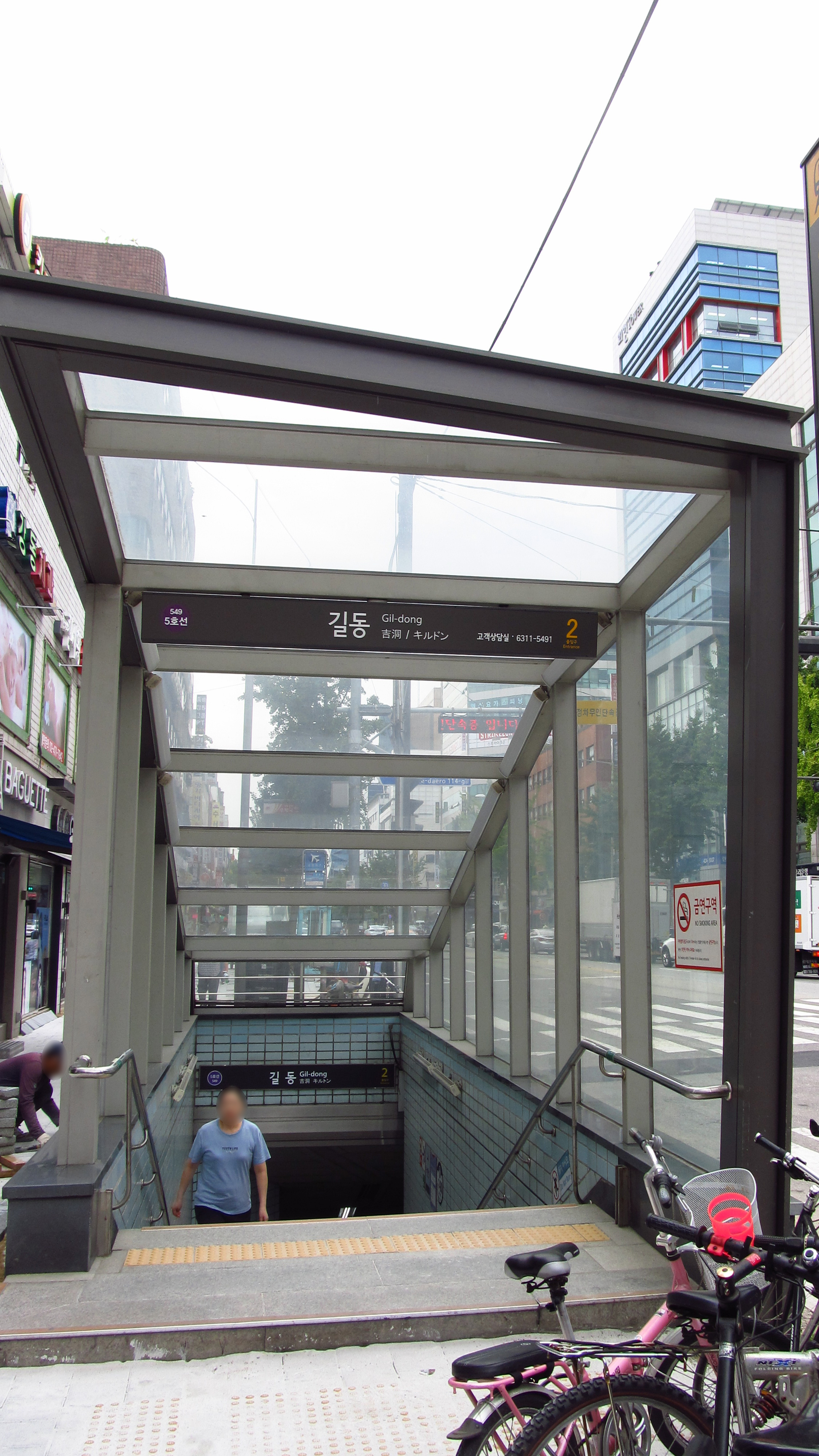
2號出口
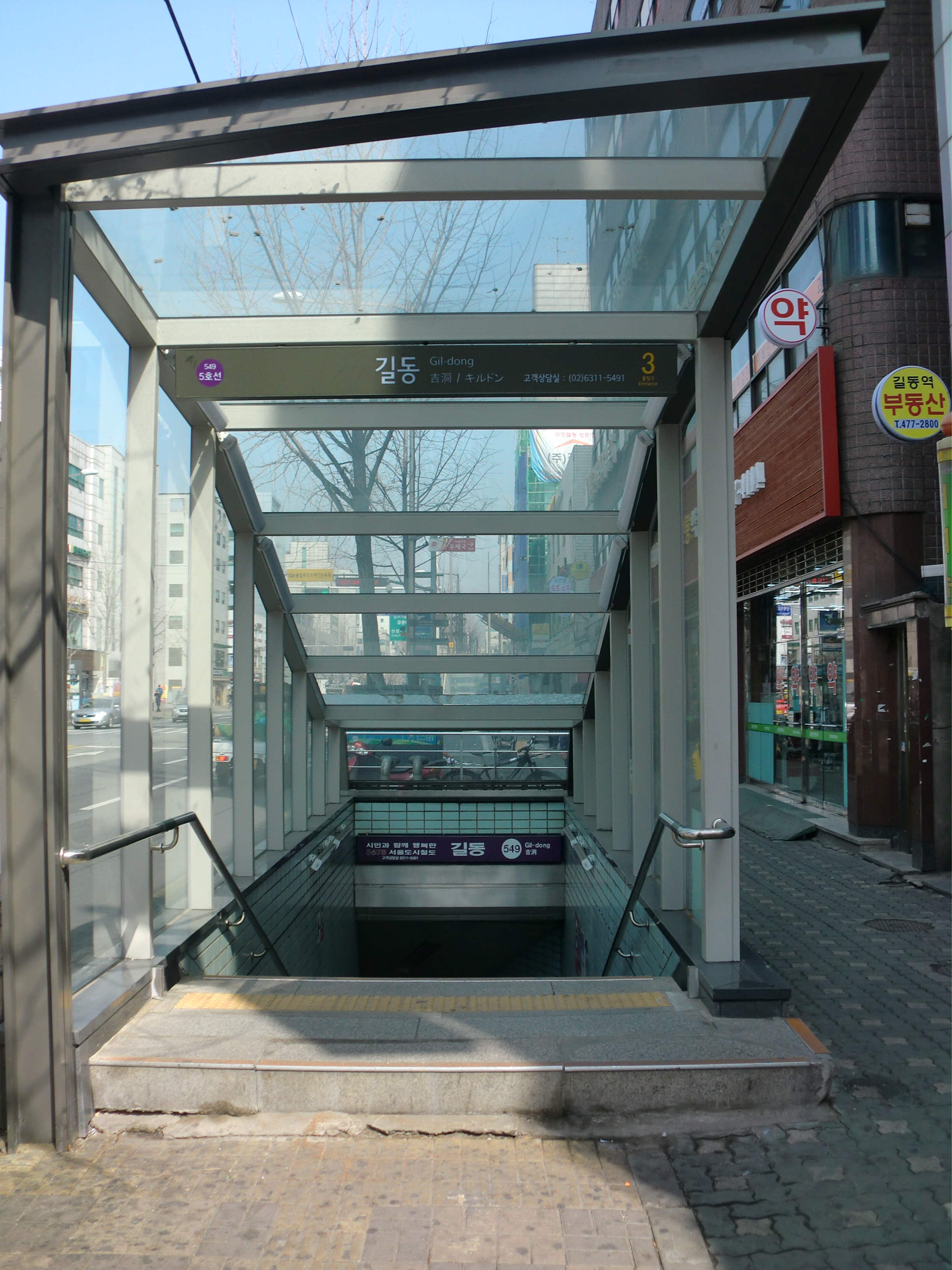
3號出口

## 相鄰車站
首爾交通公社
●首都圈電鐵5號線
江東（548）－吉洞（549）－曲橋（550）